# Holorusia palauensis
Holorusia palauensis är en tvåvingeart som först beskrevs av Alexander 1940.  Holorusia palauensis ingår i släktet Holorusia och familjen storharkrankar.
Artens utbredningsområde är Palau. Inga underarter finns listade i Catalogue of Life.